# Pytanie prejudycjalne

Emblemat Trybunału Sprawiedliwości UE

Pytanie prejudycjalne – instytucja z obszaru prawa Unii Europejskiej regulowana przez art. 19 (dawny art. 35) ust. 3 lit. b)  Traktatu o Unii Europejskiej (TUE) oraz art. 267 Traktatu o funkcjonowaniu Unii Europejskiej (TFUE). Na tej podstawie sądy państw członkowskich Unii Europejskiej zwracają się do Trybunału Sprawiedliwości Unii Europejskiej (TSUE) z pytaniami dotyczącymi „wykładni Traktatów, ważności i wykładni aktów przyjętych przez instytucje, organy lub jednostki organizacyjne Unii”. W przypadku badania ważności pochodnego prawa unijnego TSUE bada zarówno to, czy jest on zgodny z prawem pierwotnym, jak i to czy został on przyjęty zgodnie z obowiązującymi procedurami. TSUE nie jest umocowany do badania ważności prawa pierwotnego, a więc nie może orzekać w sprawie traktatów założycielskich. Celem wprowadzenia formuły pytań prejudycjalnych jest jednolite stosowanie prawa oraz spójna wykładnia przepisów na terenie Unii Europejskiej. Procedura opiera się na ścisłej współpracy między Trybunałem a sądami państw członkowskich. W wyniku rozpoznania pytania prejudycjalnego TSUE wydaje tzw. orzeczenia wstępne zwane też orzeczeniami prejudycjalnymi.

## Terminologia
W polskiej literaturze prawniczej ukształtowało się kilka zróżnicowanych terminów odnoszących się do pytania prejudycjalnego: odesłanie prejudycjalne, pytanie wstępne, zapytanie wstępne, zagadnienie wstępne, kwestia wstępna, pytanie prawne. Brak ujednoliconego nazewnictwa wynika z faktu, że w polskim porządku prawnym nie występuje instytucja pytania prejudycjalnego. Zbliżoną procedurą są w Polsce zapytania prawne kierowane do Naczelnego Sądu Administracyjnego lub Sądu Najwyższego.

## Podstawa prawna
Formuła pytania prejudycjalnego została wprowadzona 18 kwietnia 1951 na podstawie art. 41 Traktatu paryskiego ustanawiającego Europejską Wspólnotę Węgla i Stali. Później procedurę prejudycjalną regulował art. 19 (dawny art. 35) Traktatu o Unii Europejskiej (TUE) oraz art. 267 (dawny artykuł 234 TWE) Traktatu o funkcjonowaniu Unii Europejskiej (TFUE), który określa, że: „Trybunał Sprawiedliwości Unii Europejskiej jest właściwy do orzekania w trybie prejudycjalnym: o wykładni Traktatów, o ważności i wykładni aktów przyjętych przez instytucje, organy lub jednostki organizacyjne Unii”. Art. 256 TFUE wskazuje, że zakres dziedzin, w których takie pytanie jest możliwe, został określony w Statucie Trybunału.
Art. 267 TFUE wskazuje sytuacje, w których dopuszczane jest złożenie pytania prejudycjalnego:
- „W przypadku gdy pytanie z tym związane jest podniesione przed sądem jednego z Państw Członkowskich, sąd ten może, jeśli uzna, że decyzja w tej kwestii jest niezbędna do wydania wyroku, zwrócić się do Trybunału z wnioskiem o rozpatrzenie tego pytania”.
- „W przypadku gdy takie pytanie jest podniesione w sprawie zawisłej przed sądem krajowym, którego orzeczenia nie podlegają zaskarżeniu według prawa wewnętrznego, sąd ten jest zobowiązany wnieść sprawę do Trybunału.”
- „Jeżeli takie pytanie jest podniesione w sprawie zawisłej przed sądem krajowym dotyczącej osoby pozbawionej wolności, Trybunał stanowi w jak najkrótszym terminie”.

„Wniosek o wydanie orzeczenia w trybie prejudycjalnym dotyczy wyłącznie wykładni lub ważności prawa Unii, a nie wykładni przepisów prawa krajowego lub kwestii faktycznych podniesionych w ramach sporu w postępowaniu głównym”.

## Procedura
„Wniosek o wydanie orzeczenia w  trybie prejudycjalnym można złożyć w dowolnej formie przewidzianej przez prawo krajowe dla kwestii incydentalnych”. Zawartość wniosku do Trybunału Sprawiedliwości UE o wydanie orzeczenia w trybie prejudycjalnym została określona w art. 94 regulaminu postępowania przed Trybunałem. Art. 23–24 Statutu Trybunału Sprawiedliwości Unii Europejskiej określa tryb procedury:
- W sprawach objętych art. 267 Traktatu o funkcjonowaniu Unii Europejskiej sąd Państwa Członkowskiego podejmujący decyzję o zawieszeniu postępowania i przekazaniu sprawy do Trybunału zawiadamia o niej Trybunał.
- Następnie sekretarz Trybunału zawiadamia o tej decyzji strony, Państwa Członkowskie i Komisję, jak również instytucję, organ lub jednostkę organizacyjną Unii, które przyjęły akt, którego ważności lub wykładni dotyczy spór.
- W terminie dwóch miesięcy od tego zawiadomienia strony, Państwa Członkowskie, Komisja oraz, w stosownym przypadku, instytucja, organ lub jednostka organizacyjna Unii, która przyjęła akt, którego ważności lub wykładni dotyczy spór, są uprawnione do przedłożenia Trybunałowi pism procesowych lub uwag na piśmie
- Jeśli postępowanie dotyczy spraw objętych art. 267 TFUE – „o decyzjach sądu krajowego sekretarz Trybunału zawiadamia państwa będące stronami Porozumienia o Europejskim Obszarze Gospodarczym, a niebędące Państwami Członkowskimi, oraz określony w Porozumieniu o Europejskim Obszarze Gospodarczym Urząd Nadzoru EFTA, które mogą, w sprawach dotyczących jednej z dziedzin stosowania tego Porozumienia, w terminie dwóch miesięcy od zawiadomienia, przedłożyć Trybunałowi pisma procesowe lub uwagi na piśmie”
- Trybunał Sprawiedliwości może nakazać stronom oraz Państwom Członkowskim, aby przedstawiły wszelkie dokumenty i dostarczyły wszelkich informacji, które Trybunał uzna za pożądane w danym postępowaniu

Pozostałe elementy postępowania w ramach pytania prejudycjalnego podlegają zasadom ogólnym spraw rozpatrywanych przez Trybunał Sprawiedliwości UE. „Po zakończeniu postępowania sekretariat przekazuje orzeczenie Trybunału sądowi odsyłającemu, który jest proszony o poinformowanie Trybunału o dalszym przebiegu toczącego się przed nim postępowania oraz o przesłanie mu odpisu orzeczenia kończącego postępowanie główne”.
W 2018 Trybunał opublikował „Zalecenia dla sądów krajowych dotyczące składania wniosków o wydanie orzeczenia w trybie prejudycjalnym”.

### Nadzwyczajne tryby postępowania
Na zasadach określonych w art. 23a statutu oraz w art. 105–114 regulaminu postępowania odesłanie prejudycjalne może być w pewnych okolicznościach rozpatrywane w trybie przyspieszonym lub w trybie pilnym. O zastosowaniu omawianych trybów decyduje Trybunał po złożeniu przez sąd odsyłający należycie uzasadnionego wniosku wskazującego okoliczności faktyczne lub prawne uzasadniające zastosowanie jednego z tych trybów bądź – w wyjątkowych wypadkach – z urzędu, jeżeli wydaje się to konieczne ze względu na charakter lub okoliczności sprawy.

## Orzeczenia
Orzeczenia wydawane przez TSUE w postępowaniu prejudycjalnym określa się mianem orzeczeń wstępnych lub orzeczeń prejudycjalnych. Są one wiążące dla sądu krajowego, który wystąpił TS z pytaniem, a także sądy wyższych instancji, rozpatrujące daną sprawę na skutek wniesienia środków odwoławczych. Poza tym stanowią precedens de iure dla sądów mających siedzibę w państwach Członkowskich, który – poza samą zmiana unijnego prawa stanowionego – może być zmieniony tylko w trybie prejudycjalnym.
Mimo iż orzeczenia są wiążące dla sądu krajowego i w odniesieniu do konkretnej sprawy, to – za sprawą doktryn acte éclairé i acte clair – orzeczenie  wywołuje skutki także poza nią. Wynika to z zasady efektywnego i jednolitego stosowania prawa unijnego we wszystkich państwach członkowskich UE. Tym samym interpretacja dokonana przez Trybunał winna być stosowania przez sądy krajowe.
W niektórych orzeczeniach Trybunał ograniczył w czasie skutki wydanych przez siebie orzeczeń tak by – oprócz sprawy, w jakiej zostały wydane – wiązały one tylko w sprawach przyszłych oraz tych, które już są wytoczone przed sądami krajowymi. Orzeczenie jest rozstrzygające i nie podlega zaskarżeniu. Wydane orzeczenie zostaje przetłumaczone na wszystkie języki państw członkowskich.